# تاس‌ماهی پوزه‌بیلچه‌ای
تاس‌ماهی پوزه‌بیلچه‌ای (نام علمی: Scaphirhynchus platorynchus) نام یک گونه از سرده پوزه‌بیلچه‌ای است.